# شاطره (اسلامشهر)
شاطره یک منطقهٔ مسکونی در ایران است که در بخش مرکزی شهرستان اسلامشهر در استان تهران واقع شده‌است.از اقوام مختلف درآن سکنی دارند و اکثر نیاز های روزانه اهالی در محل قابل تامین است.در ضلع شمالی و البته اطراف این روستا واحدهای تجاری و خدماتی مهم مرتبط باصنعت وبیزنس کامیون و تجهیزات وابسته وجود دارد که در ایران قطبیتی را در این زمینه ایجاد کرده اند..
۰

## جمعیت
شاطره در دهستان بهرام‌آباد قرار دارد و براساس سرشماری مرکز آمار ایران در سال ۱۳۸۵، جمعیت آن ۹٬۴۷۷۵ نفر (۲۰۰۰و خورده ای خانوار) بوده‌است.